# Sadłowo (województwo mazowieckie)
Sadłowo – wieś w Polsce położona w województwie mazowieckim, w powiecie żuromińskim, w gminie Bieżuń. Ma status sołectwa.
| SIMC    | Nazwa | Rodzaj    |
| ------- | ----- | --------- |
| 0112199 | Kruś  | część wsi |

W latach 1975–1998 miejscowość położona była w województwie ciechanowskim.
W Sadłowie urodził się bł. br. Stanisław Tymoteusz Trojanowski OFMConv.
Wierni Kościoła rzymskokatolickiego należą do parafii św. Floriana w Poniatowie.